# Kate Bernheim
Kate Delbarre-Bernheim (Calais, 8 giugno 1925 – Nîmes, 14 giugno 2025) è stata una schermitrice francese, vincitrice di quattro medaglie d'argento e due di bronzo ai campionati mondiali di scherma.